# イン・コンサート (テン・イヤーズ・アフターのアルバム)
『イン・コンサート』（原題：Undead）は、イングランドのロック・バンド、テン・イヤーズ・アフターが1968年に録音・発表した、キャリア初のライブ・アルバム。通算2作目のアルバムに当たる。

## 背景
バンドは当初、1968年6月までに2作目のスタジオ・アルバムを完成させる予定だったが、同月よりバンド初のアメリカ・ツアーが行われることになり、スケジュール上の問題からライブ・アルバムの制作に変更された。後にウッドストック・フェスティバルのパフォーマンスで話題を呼ぶ曲「アイム・ゴーイング・ホーム」は、本作が初出である。
2002年リマスターCDには、同じ公演で録音されたライブ音源4曲がボーナス・トラックとして追加され、そのうち「スタンディング・アット・ザ・クロスローズ」は、1972年発売のコンピレーション・アルバム『Alvin Lee & Company』にも収録されていた。

## 反響・評価
バンドは本作で初めて全英アルバムチャート入りを果たし、7週トップ100入りして最高26位を記録した。アメリカでは14週Billboard 200入りし、1968年10月19日付のチャートで最高115位を記録した。
Jim Newsomはオールミュージックにおいて5点満点中3点を付け「このアルバムにおける真の聴き所は、"I May Be Wrong, But I Won't Be Wrong Always"とウディ・ハーマンの"Woodchopper's Ball"という、長いジャズのジャム2曲が収録されたサイド1である」と評している。

## 収録曲
特記なき楽曲はアルヴィン・リー作。

### LP
Side 1
1. アイ・メイ・ビー・ロング - "I May Be Wrong, But I Won't Be Wrong Always" (Alvin Lee, Chick Churchill, Leo Lyons, Ric Lee) - 9:50
2. ウッドチョッパーズ・ボール - "Woodchopper's Ball" (Woody Herman, Joe Bishop) - 7:40

Side 2
1. スパイダー・イン・ユア・ウェブ - "Spider in Your Web" - 7:50
2. サマータイム〜山東省のキャベツ - "Summertime/Shantung Cabbage" (George Gershwin/R. Lee) - 6:00
3. アイム・ゴーイング・ホーム "I'm Going Home" - 6:30

### 2002年リマスターCD
1. ロック・ユア・ママ - "Rock Your Mama" - 3:54
2. スプーンフル - "Spoonful" (Willie Dixon) - 6:42
3. アイ・メイ・ビー・ロング - "I May Be Wrong, But I Won't Be Wrong Always" (A. Lee, C. Churchill, L. Lyons, R. Lee) - 10:01
4. サマータイム〜山東省のキャベツ - "Summertime/Shantung Cabbage" (G. Gershwin/R. Lee) - 5:54
5. スパイダー・イン・ユア・ウェブ - "Spider in Your Web" - 7:52
6. ウッドチョッパーズ・ボール - "Woodchopper's Ball" (W. Herman, J. Bishop) - 7:38
7. スタンディング・アット・ザ・クロスローズ - "Standing at the Crossroads" (Robert Johnson) - 5:12
8. 泣きたい心〜エクステンション・オン・ワン・コード〜泣きたい心 - "I Can't Keep From Crying, Sometimes/Extension on One Chord/I Can't Keep From Crying, Sometimes" (Al Kooper/A. Lee, C. Churchill, L. Lyons, R. Lee) - 17:04
9. アイム・ゴーイング・ホーム - "I'm Going Home" - 6:24

## 参加ミュージシャン
- アルヴィン・リー - ボーカル、ギター
- チック・チャーチル - キーボード
- レオ・ライオンズ - ベース
- リック・リー - ドラムス